# Стройка (станція)
Стройка (рос. Стройка) — залізнична станція Горьківського напрямку Московської залізниці на території міста Реутов, Росія.
Єдина берегова пасажирська платформа розташовується на схід від головної колії лінії Реутово — Балашиха. Не обладнана турнікетами та касами.
На станції щодня зупиняється 13 пар електропоїздів (у вихідні — 12 пар).
Час руху від Москва-Пасажирська-Курська — близько 25 хвилин.
Поруч зі станцією по мосту через залізничні колії прокладено Нижньогородське шосе.
Від станції відгалужується декілька під'їзних колій, зокрема, до селища Східний (на Східну водопровідну станцію).